# Coralie Haymé
Pour les articles homonymes, voir Clerget.
Coralie Haymé, née le 26 janvier 2001, est une judokate française.

## Carrière
Coralie Haymé est médaillée de bronze dans la catégorie des plus de 78 kg aux Jeux méditerranéens de 2022 à Oran.
Elle est médaillée d'argent par équipes mixte lors des Championnats du monde de judo 2023 à Doha ; elle bat en finale la Japonaise Maya Segawa (en) en plus de 70 kg.

## Palmarès

### Compétitions internationales
| Année | Compétition           | Lieu      | Résultat | Catégorie         |
| ----- | --------------------- | --------- | -------- | ----------------- |
| 2022  | Jeux méditerranéens   | Oran      | 3e       | Plus de 78 kg     |
| 2023  | Championnats du monde | Doha      | 2e       | Par équipes mixte |
| 2024  | Championnats du monde | Abou Dabi | 2e       | Par équipes mixte |

### Masters mondial, Tournois Grand Chelem et Grand Prix
| Année | Compétition     | Lieu      | Résultat | Catégorie     |
| ----- | --------------- | --------- | -------- | ------------- |
| 2021  | Grand Chelem    | Paris     | 3e       | Plus de 78 kg |
| 2021  | Grand Chelem    | Abou Dabi | 3e       | Plus de 78 kg |
| 2022  | Masters mondial | Jérusalem | 2e       | Plus de 78 kg |
| 2024  | Grand Prix      | Odivelas  | 3e       | Plus de 78 kg |
| 2024  | Grand Cheleù    | Tbilissi  | 2e       | Plus de 78 kg |